# Obergritzen

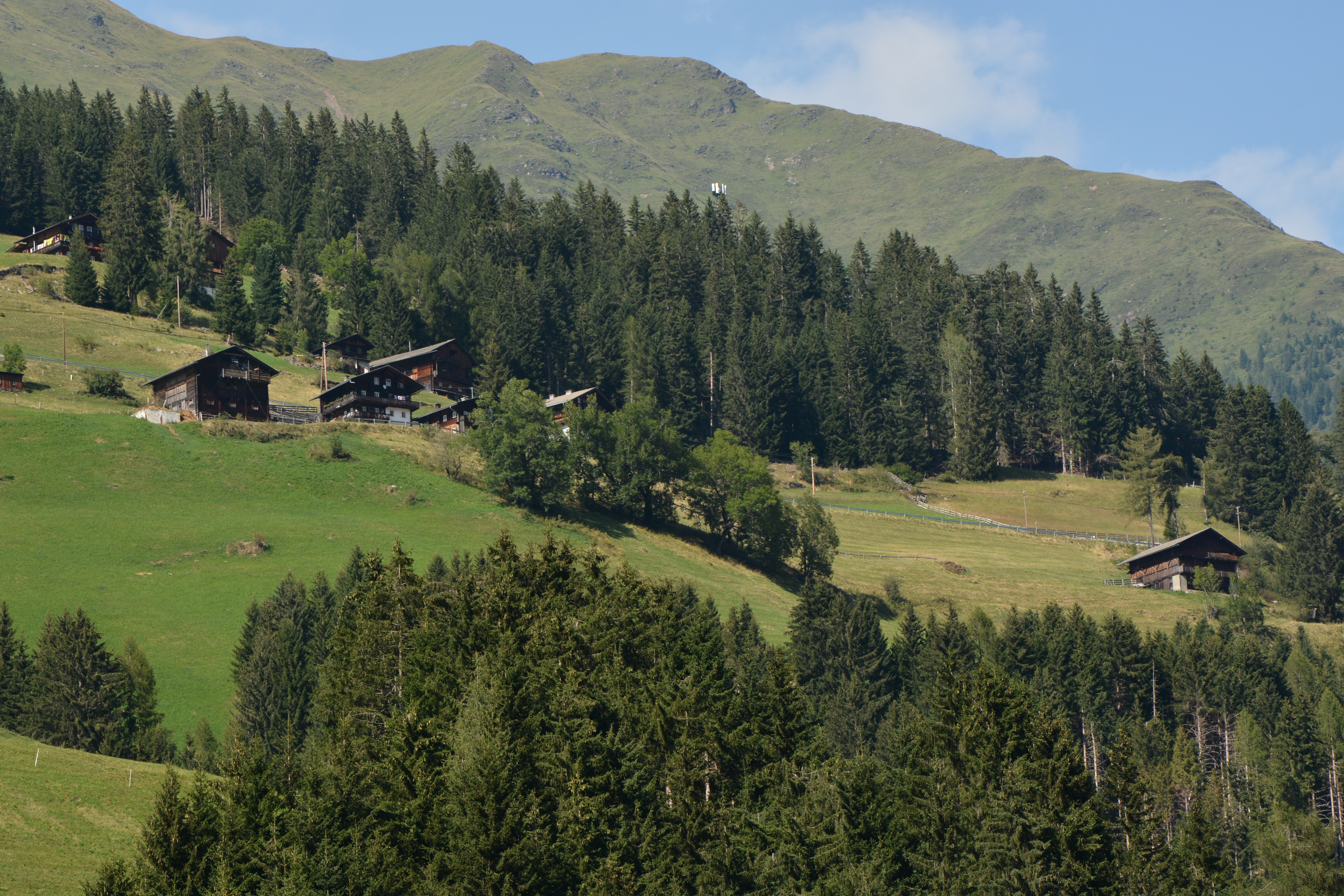
Blick von Osing auf Obergritzen (2022)

Obergritzen, auch Nitzen, ist eine Streusiedlung in der Gemeinde St. Veit in Defereggen im Defereggental (Osttirol). Obergritzen ist Teil der Fraktion Gritzen.

## Geographie
Obergritzen erstreckt sich in einer Höhe von rund 1510 bis 1575 Metern an den Südabhängen zwischen dem Gritzer Riegel und dem Speikboden rund 300 Meter über dem Talboden des Defereggentals bzw. der Schwarzach. Westlich liegt die Streusiedlung Untergritzen, südwestlich der Weiler Inneregg, südlich die Einzelhöfe Ronach, Mühl und Groll und östlich das Dorf St. Veit.
Erreichbar ist Obergritzen über die sogenannte Reimmichlstraße, die von der Defereggentalstraße (L 25) zwischen Osing und Mentlerboden nach Nordosten abzweigt und über Inneregg nach Linden und St. Veit Dorf führt. Von St. Veit Dorf führt eine Straße nach Westen nach Ober- und Untergritzen. Obergritzen besteht aus den vier traditionellen Hofstellen Mösler (Gritzen 22), Nitzler (Gritzen 23), Nitzer (Gritzen 24) und Lukasser (Gritzen 24), die alle noch aktiv bewirtschaftet werden. Teilweise wurden der Siedlung aber auch noch andere Teile der Fraktion hinzugerechnet.

## Geschichte
Den Grundstein für die Besiedlung von Obergritzen wurde durch die mittelalterliche Schwaige (Urhof) „Griezn“ (Grundherrschaft Lasser von Zollheim und Pfarrwidum St. Veit) gelegt. Im Bereich dieser Schwaige entstanden durch Neurodungen zudem die Raut Unterweger und Guggenberg, die der Grundherrschaft der Familie Lasser von Zollheim unterstanden.
Obergritzen wurde von der Statistik bis in die Mitte des 20. Jahrhunderts als Teil der Fraktion Gritzen eingerechnet. Erst 1951 wird Obergritzen als Streusiedlung mit 10 Häusern und 70 Einwohnern separat ausgewiesen. Aufgrund der Anzahl der Häuser, ist davon auszugehen, dass zu diesem Zeitpunkt die südlich gelegenen Höfe Ronach, Mühl und Groll, eventuell auch die Gebäude von Osing, als Teil von Obergritzen eingestuft wurden. 1961 lebten in Obergritzen 74 Menschen, in 1981 wird Obergritzen als Streusiedlung mit drei Häusern und 24 Menschen ausgewiesen. Die Statistik Austria führte in diesem Jahr den Weiler Nitzen, also vermutlich die Hofstellen Mösler, Nitzler und Nitzer, als eigenständige Siedlung. Auch Osing und Groll wurden von der Statistik Austria als eigenständige Siedlungen gewertet. Nach 1981 wird Obergritzen nicht mehr als eigenständige Siedlung ausgewiesen.

## Bauwerke und sakrale Kunst
Das zweigeschoßige Wohngebäude des Paarhofes Nitzer stammt im Kern vermutlich aus dem 18. Jahrhundert. Es wurde in steiler Hanglage errichtet und 1980 umgebaut. Es handelt sich um einen Kantblockbau mit Blockpfettendach auf talseitig geschoßhohem Mauerfundament. Auf der Nordfassade befindet sich ein Hauskreuz aus der ersten Hälfte des 18. Jahrhunderts. Das Hauskreuz des benachbarten Hofes Luggisser aus der zweiten Hälfte des 19. Jahrhunderts.